# Dominique Gonzalez-Foerster
Dominique Gonzalez-Foerster   (Estrasburg, 30 de juny de 1965) és una artista visual i pedagoga francesa. És coneguda pel seu treball en videoart, fotografia i instal·lacions. Ha treballat en paisatgisme, disseny i escriptura. Segons la pròpia artista “Sempre busco processos experimentals. M'agrada que al principi no sé com fer les coses i després, a poc a poc, començo a aprendre. Sovint les exposicions ja no em donen aquesta possibilitat d'aprenentatge".
Viu i treballa entre París i Rio de Janeiro.

## Biografia
Dominique Gonzalez-Foerster va néixer a Estrasburg, França, el 1965. Als 17 anys, va treballar com a guàrdia d'un museu a Grenoble mentre estudiava a l'École du Magasin del Centre Nacional d'Art Contemporani de Grenoble. També va estudiar a l'Institut des Hautes Études en Arts Plastiques, a París. Va començar la seva carrera com a artista a la dècada de 1990, treballant principalment en l'àmbit del cinema.

## Obra
La seva obra sovint es caracteritza per una interrogació tranquil·la i íntima de la vida urbana contemporània. Està inspirada en el cinema, la literatura, l'arquitectura modernista i la història de l'art. Sovint utilitza fragments dels seus viatges internacionals en la seva obra.

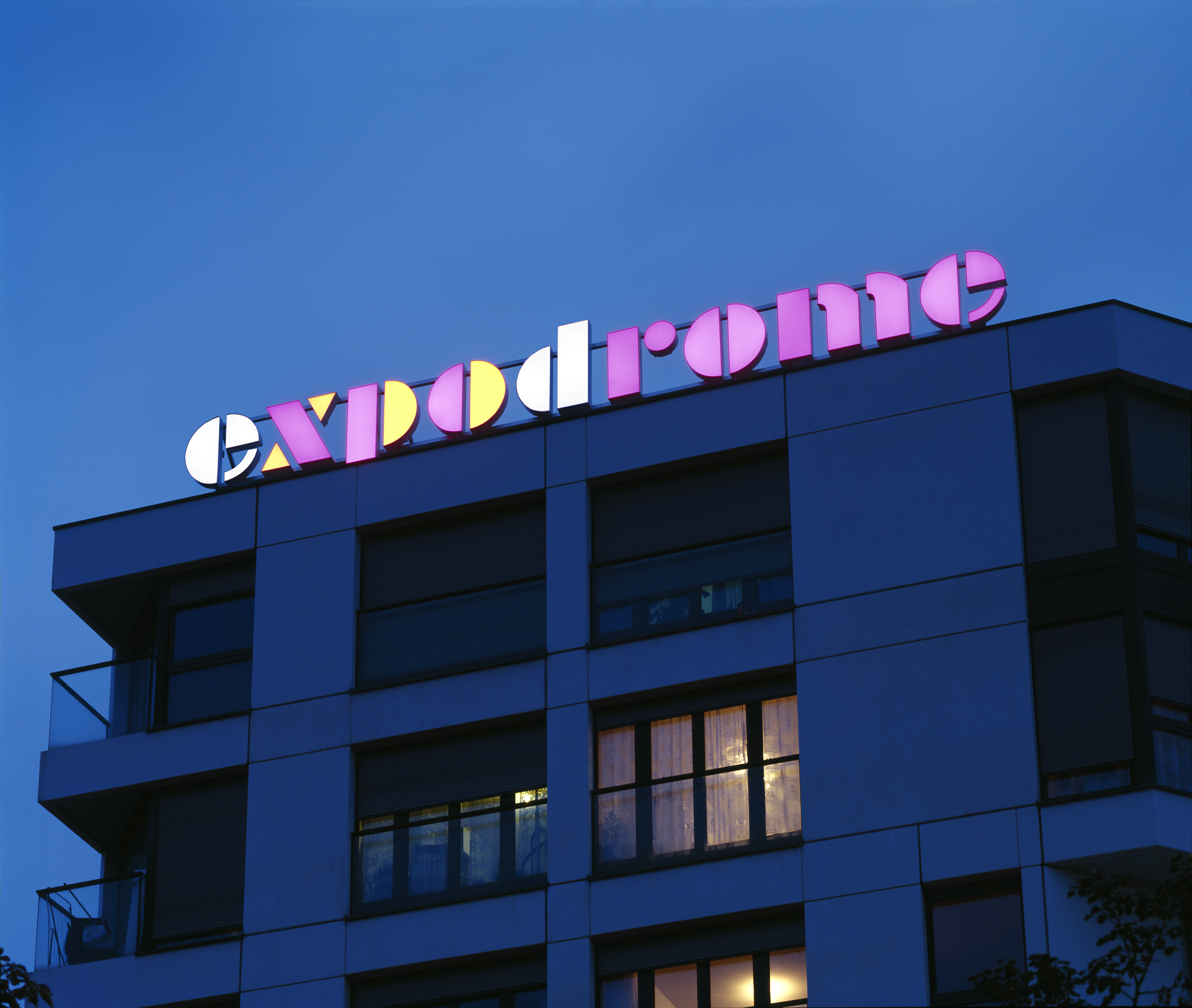
Dominique Gonzalez-Foerster, Expodrome, 2008, The Neon Parallax, Ginebra

Els seus primers treballs van ser principalment curtmetratges, minimalistes i onírics. Posteriorment va ampliar el seu camp d'acció, des de l'escriptura d'una novel·la de ciència-ficció amb Philippe Parreno fins a treballar amb el cantant de rock Alain Bashung en la seva escenografia. El 2008 va treballar amb el dissenyador M&M per realitzar la tipografia "Expodrome", una gran obra d'art públic lluminós al terrat d'un edifici de Ginebra. El 2009, va col·laborar amb el compositor Ari Benjamin Meyers a "K62", una actuació presentada a Performa 09, el festival biennal d'arts escèniques de Nova York. També ha col·laborat amb Nicolas Ghesquière en el disseny d'exhibicions per a les botigues Balenciaga a Nova York i París. Fins i tot ha dissenyat una casa per a un col·leccionista a Tòquio.
Per a la temporada 2015–2016 a l'Òpera Estatal de Viena Gonzalez-Foerster va dissenyar un quadre a gran escala (176 metres quadrats) com a part de la sèrie d'exposicions "Cortina de seguretat", concebuda pel museu en curs.

## Obra a col·leccions
L'obra de Gonzalez-Foerster es troba a les col·leccions del Centre Pompidou, la Dia Art Foundation, el Guggenheim, la Louis Vuitton Foundation, el M+ Museum, el Moderna Museet i la Tate Modern, entre d'altres.

## Premis i reconeixements
Gonzalez-Foerster va rebre una beca per a una residència d'artista a Villa Kujoyama, Kyoto el 1996, el premi Mies van der Rohe a Krefeld el 1996 i el premi Marcel Duchamp 2002 a París.